# VG-30
La VG-30 est une rocade autoroutière urbaine en projet qui va traverser l'agglomération de Vigo d'est en ouest en desservant les différents zones de la ville.
Elle reliera tout le sud de l'agglomération du nord-est au sud-ouest de l'autoroute autonome AG-57 à la périphérie de la ville en se connectant à la future A-57.

Elle permettra de desservir toutes les communes de l'agglomération et relier directement le sud de Vigo (AG-57) au nord vers le reste du réseau autoroutier

## Tracé
Elle va débuter au nord-est de l'agglomération où elle va se détacher de l'A-57 et de l'alternative de Rande à hauteur de Redondela.
Elle va croiser l'AP-9, l'A-55 ainsi que la VG-20 en contournant le centre ville de Vigo par le sud avant de se connecter à l'AG-57 à Nigran.

## Sorties
Les sorties ne sont pas complètes car c'est une autoroute en projet et donc il y a seulement les principales intersections
| Sorties | Villes |       |
| ------- | --- | ----- |
|         | Saint-Jacques-de-Compostelle - Pontevedra AP-9 Portugal - Tui A-55 Ourense - Ponteareas A-52                                                                           | A-57  |
|         | La Corogne - Saint-Jacques-de-Compostelle - Pontevedra Portugal - Tui Ourense - Ponteareas A-52 Vigo Sud VG-20 Nigran - Baiona AG-57                                   | AP-9  |
|         | Vigo Centre - Portugal - Tui La Corogne - Saint-Jacques-de-Compostelle - Pontevedra AP-9 Ourense - Ponteareas A-52 Vigo Sud VG-20 Nigran - Baiona AG-57                | A-55  |
|         | Vigo Centre - Vigo-Avenida de Ricardo Mella - Port de Vigo La Corogne - Saint-Jacques-de-Compostelle - Pontevedra AP-9 Ourense - Ponteareas A-52 Nigran - Baiona AG-57 | VG-20 |
|         | La Corogne - Saint-Jacques-de-Compostelle - Pontevedra AP-9 Portugal - Tui A-55 Ourense - Ponteareas A-52 Vigo Sud VG-20 Nigran - Baiona                               | AG-57 |